# Morti il 21 agosto

## IV secolo(1)
- 304 - San Lussorio, santo romano

## VI secolo(1)
- 592 - Lorenzo II di Milano, arcivescovo italiano

## VII secolo(1)
- 672 - Kōbun, imperatore giapponese (n. 648)

## IX secolo(1)
- 890 - Sansone di Cordova, abate, teologo e biblista spagnolo

## XI secolo(2)
- 1018 - Enrico di Borgogna, vescovo cattolico svizzero
- 1049 - Bruno II di Verden, vescovo e abate tedesco

## XII secolo(3)
- 1131 - Baldovino II di Gerusalemme, cavaliere medievale francese
- 1148 - Guglielmo II di Nevers, nobile e militare francese (n. 1083)
- 1157 - Alfonso VII di León, sovrano (n. 1105)

## XIII secolo(4)
- 1238 - Sturla Sighvatsson, condottiero islandese (n. 1199)
- 1245 - Alessandro di Hales, religioso, filosofo e teologo inglese
- 1271 - Alfonso di Poitiers, nobile francese (n. 1220)
- 1294 - Guittone d'Arezzo, poeta e religioso italiano

## XIV secolo(4)
- 1334 - Uberto da Cesena, vescovo cattolico italiano
- 1342 - Giorgio Del Zoppo, condottiero italiano (n. 1285)
- 1342 - Guido Terreni, presbitero, filosofo e teologo francese (n. 1270)
- 1374 - Giovanna de Castro, nobile

## XV secolo(7)
- 1434 - Sofia Paleologa, imperatrice bizantina (n. 1399)
- 1435 - Julián Lobera y Valtierra, presbitero spagnolo
- 1444 - Cristoforo Boscari, vescovo cattolico italiano
- 1464 - Louis d'Estouteville, militare e nobile francese (n. 1400)
- 1470 - Cristoforo da Soldo, storico italiano
- 1497 - Niccolò Ridolfi, politico italiano (n. 1444)
- 1497 - Lorenzo Tornabuoni, nobile italiano (n. 1468)

## XVI secolo(6)
- 1534 - Philippe de Villiers de L'Isle-Adam, francese (n. 1464)
- 1537 - Annibale Gonzaga, nobile e militare italiano (n. 1507)
- 1561 - Domenico Trevisan, politico e diplomatico italiano (n. 1500)
- 1563 - Vittore Trincavelli, medico, filosofo e grecista italiano (n. 1489)
- 1568 - Jean de la Valette, condottiero e presbitero francese (n. 1494)
- 1597 - Mōri Motokiyo, militare giapponese (n. 1551)

## XVII secolo(18)
- 1607 - Cesare Speciano, vescovo cattolico italiano (n. 1539)
- 1612 - Marina Gamba, italiana
- 1614 - Erzsébet Báthory, nobildonna ungherese (n. 1560)
- 1614 - Cesare d'Avalos, nobile, militare e politico italiano (n. 1536)
- 1616 - Giovanni Battista Tasso, italiano
- 1621 - Giovanni Vasanzio, architetto olandese (n. 1550)
- 1629 - Camillo Procaccini, pittore italiano (n. 1561)
- 1631 - Matija Divković, filosofo e teologo bosniaco (n. 1563)
- 1633 - Innocenzo Massimo, vescovo cattolico e diplomatico italiano (n. 1581)
- 1639 - Desiderio Scaglia, cardinale e vescovo cattolico italiano (n. 1567)
- 1645 - Jacobus Wemmers, vescovo cattolico fiammingo (n. 1598)
- 1666 - Isabella d'Este, duchessa italiana (n. 1635)
- 1669 - Dionisio Mazzuoli, architetto e scultore italiano (n. 1611)
- 1673 - Henry Grey, I conte di Stamford, nobile e militare inglese (n. 1599)
- 1676 - Virginio Orsini, cardinale e vescovo cattolico italiano (n. 1615)
- 1685 - Juan Francisco de Montemayor de Cuenca, giurista, magistrato e scrittore spagnolo (n. 1618)
- 1689 - William Cleland, poeta e militare scozzese (n. 1661)
- 1693 - Patrick Sarsfield, I conte di Lucan, militare irlandese

## XVIII secolo(18)
- 1703 - Thomas Tryon, mercante, scrittore e saggista inglese (n. 1634)
- 1710 - Jean Cornu, scultore francese (n. 1650)
- 1723 - Dimitrie Cantemir, letterato, storico e filosofo romeno (n. 1673)
- 1724 - Noël Alexandre, teologo e storico francese (n. 1639)
- 1732 - Dorothea von Velen, attivista tedesca (n. 1670)
- 1757 - Johann Samuel König, fisico tedesco (n. 1712)
- 1758 - Camillo Olivieri, vescovo cattolico italiano (n. 1680)
- 1762 - Mary Wortley Montagu, scrittrice e poetessa inglese (n. 1689)
- 1763 - Charles Wyndham, II conte di Egremont, politico inglese (n. 1710)
- 1771 - Alexis Fontaine des Bertins, matematico francese (n. 1704)
- 1772 - Alessandro Felici, compositore e violinista italiano (n. 1742)
- 1775 - Ippolito Rossi, nobile e vescovo cattolico italiano (n. 1691)
- 1785 - Mario Guarnacci, letterato, archeologo e numismatico italiano (n. 1701)
- 1791 - Giovanni Benedetto Giovanelli, politico italiano (n. 1726)
- 1795 - Joseph Anton von Auersperg, cardinale e vescovo cattolico austriaco (n. 1734)
- 1795 - Pierre Michel d'Ixnard, architetto francese (n. 1723)
- 1798 - James Wilson, giurista e politico statunitense (n. 1742)
- 1799 - Johann Julius Walbaum, medico, naturalista e zoologo tedesco (n. 1724)

## XIX secolo(58)
- 1805 - Louis d'Ussieux, scrittore, storico e giornalista francese (n. 1744)
- 1808 - Francesco Gemelli, gesuita italiano (n. 1736)
- 1809 - Girolamo Grossi, monaco cristiano e architetto svizzero (n. 1749)
- 1811 - Barbara Zdunk, polacca (n. 1769)
- 1813 - Sofia Maddalena di Danimarca, danese (n. 1746)
- 1814 - Benjamin Thompson, fisico e ingegnere statunitense (n. 1753)
- 1815 - Carl Johan Adlercreutz, generale svedese (n. 1757)
- 1821 - Adam von Bartsch, scrittore e incisore austriaco (n. 1757)
- 1823 - Markos Botsaris, militare, condottiero e patriota albanese (n. 1788)
- 1827 - Johann Jacob Paul Moldenhawer, botanico tedesco (n. 1766)
- 1834 - Luigi Menghetti, fantino italiano (n. 1762)
- 1836 - Edward Turner Bennett, zoologo inglese (n. 1797)
- 1836 - Claude-Louis Navier, ingegnere e scienziato francese (n. 1785)
- 1836 - Giovanni Battista Rampoldi, islamista, pedagogista e geografo italiano (n. 1761)
- 1838 - Adelbert von Chamisso, poeta, scrittore e botanico francese (n. 1781)
- 1838 - Christian Christoph Clam-Gallas, nobile e mecenate boemo (n. 1771)
- 1838 - Ignazio Simone II Zora, patriarca cattolico ottomano (n. 1754)
- 1839 - Ignazio Montemagno, vescovo cattolico italiano (n. 1768)
- 1840 - Nikolaj Nikolaevič Murav'ëv, generale e nobile russo (n. 1768)
- 1841 - Gideon Lee, politico statunitense (n. 1778)
- 1842 - Pasquale Maria Liberatore, giurista e economista italiano (n. 1763)
- 1844 - Georg Friedrich Benecke, filologo tedesco (n. 1762)
- 1845 - Vincent-Marie Viénot de Vaublanc, politico e scrittore francese (n. 1756)
- 1849 - Moritz Michael Daffinger, pittore e miniatore austriaco (n. 1790)
- 1851 - Eliseo Pontremoli, poeta, funzionario e diplomatico italiano (n. 1778)
- 1853 - Maria Quitéria, militare brasiliana (n. 1792)
- 1855 - Antonio Bagioli, compositore italiano (n. 1783)
- 1855 - Federico Bianchi, generale austriaco (n. 1768)
- 1861 - Raffaele Rigotti, patriota italiano (n. 1839)
- 1862 - Laval Nugent von Westmeath, generale austriaco (n. 1777)
- 1864 - Giuseppe Rubini, italianista italiano (n. 1793)
- 1866 - Emmanuel Bich, medico e politico italiano (n. 1800)
- 1866 - Filippo Canuti, patriota italiano (n. 1802)
- 1866 - Antonio Gazzoletti, giurista e poeta italiano (n. 1813)
- 1867 - Juan N. Álvarez, generale e politico messicano (n. 1790)
- 1867 - Tito Checchi, militare e scrittore italiano (n. 1849)
- 1869 - Casto Méndez Núñez, marinaio e militare spagnolo (n. 1824)
- 1869 - Salvatore Patti, tenore italiano (n. 1800)
- 1870 - Gustav Struve, rivoluzionario, politico e scrittore tedesco (n. 1805)
- 1871 - Michele de Gemmis, magistrato e scrittore italiano (n. 1799)
- 1872 - Thomas Allom, architetto e pittore inglese (n. 1804)
- 1872 - Claude Bastian, politico francese (n. 1799)
- 1874 - Barthélemy de Theux de Meylandt, politico belga (n. 1794)
- 1876 - Ildefons Cerdà i Sunyer, urbanista e ingegnere spagnolo (n. 1815)
- 1876 - Gustav Simon, ginecologo e chirurgo tedesco (n. 1824)
- 1878 - Theodor Haumann, violinista e insegnante belga (n. 1808)
- 1884 - Giuseppe De Nittis, pittore italiano (n. 1846)
- 1884 - Henry Wimshurst, ingegnere navale britannico (n. 1804)
- 1886 - Giacomo Castelnuovo, politico, patriota e medico italiano (n. 1819)
- 1889 - Albert Hecht, banchiere, mercante e collezionista d'arte francese (n. 1842)
- 1891 - Teuhe, regina (n. 1840)
- 1892 - Francesco Barzaghi, scultore italiano (n. 1839)
- 1894 - Giacomo Durando, generale e politico italiano (n. 1807)
- 1894 - Victoire Rasoamanarivo, beata malgascia (n. 1848)
- 1898 - Niccolò van Westerhout, compositore italiano (n. 1857)
- 1899 - Filippo Castracane degli Antelminelli, arcivescovo cattolico italiano (n. 1851)
- 1899 - Venceslao Spalletti, politico italiano (n. 1837)
- 1900 - Gustave Cluseret, militare e politico francese (n. 1823)

## XX secolo(194)
- 1901 - Adolf Fick, fisiologo e biofisico tedesco (n. 1829)
- 1901 - Riccardo Selvatico, commediografo, poeta e politico italiano (n. 1849)
- 1902 - Felice Grondona, imprenditore italiano (n. 1821)
- 1902 - Franz Sigel, militare tedesco (n. 1824)
- 1904 - George Pirie, matematico britannico (n. 1843)
- 1904 - Reginaldo Toro, vescovo cattolico argentino (n. 1839)
- 1905 - Mary Mapes Dodge, scrittrice e editrice statunitense (n. 1831)
- 1906 - Salvatore Fusco, avvocato e politico italiano (n. 1841)
- 1906 - Josip Kozarac, scrittore e poeta croato (n. 1858)
- 1906 - Edmund von Krieghammer, generale e politico austriaco (n. 1832)
- 1906 - Ronald Leslie-Melville, XI conte di Leven, nobile scozzese (n. 1835)
- 1907 - Augustin Planque, missionario e presbitero francese (n. 1826)
- 1908 - Mwezi Gisabo, re burundese
- 1909 - George Cabot Lodge, poeta statunitense (n. 1873)
- 1910 - Gustave Moynier, giurista svizzero (n. 1826)
- 1910 - William Earl Dodge Scott, ornitologo statunitense (n. 1852)
- 1912 - Alberto Cerruti, generale e politico italiano (n. 1840)
- 1912 - Felice Sismondo, militare e politico italiano (n. 1836)
- 1914 - Charles J. Hite, imprenditore e produttore cinematografico statunitense (n. 1876)
- 1914 - Albert Werkmüller, velocista tedesco (n. 1879)
- 1915 - Cesare Mazzoni, avvocato e imprenditore italiano (n. 1862)
- 1915 - Thomas Pakenham, V conte di Longford, generale irlandese (n. 1864)
- 1916 - Florio Marsili, canottiere e nuotatore italiano (n. 1887)
- 1917 - Angelo Morsenti, militare italiano (n. 1888)
- 1917 - Eduard Ritter von Dostler, militare e aviatore tedesco (n. 1892)
- 1918 - Orville Gibson, liutaio statunitense (n. 1856)
- 1919 - Laurence Doherty, tennista britannico (n. 1875)
- 1922 - Angelo Annaratone, politico e patriota italiano (n. 1844)
- 1922 - Jørgen Løvland, politico norvegese (n. 1848)
- 1923 - Giovanni Battista Casalini, politico italiano (n. 1841)
- 1924 - Cesare Sesia, calciatore italiano (n. 1898)
- 1927 - William Burnside, matematico britannico (n. 1852)
- 1927 - Henri Holgard, calciatore francese (n. 1884)
- 1928 - Flaminio Avet, ufficiale e aviatore italiano (n. 1890)
- 1928 - Vladimir Fran Mažuranić, scrittore croato (n. 1859)
- 1929 - Ponziano Loverini, pittore italiano (n. 1845)
- 1930 - Aston Webb, architetto britannico (n. 1849)
- 1930 - Christopher Wood, pittore britannico (n. 1901)
- 1932 - Frederick Corder, musicista, compositore e musicologo britannico (n. 1852)
- 1932 - Lorenzo Coullaut Valera, scultore e illustratore spagnolo (n. 1876)
- 1935 - John Hartley, tennista britannico (n. 1849)
- 1936 - Angelo Giannelli, militare italiano (n. 1910)
- 1937 - Artur Artuzov, agente segreto russo (n. 1891)
- 1937 - Raffaele Cotugno, politico e scrittore italiano (n. 1860)
- 1937 - Gaetano Giovannetti, militare italiano (n. 1895)
- 1937 - Élie Halévy, storico e filosofo francese (n. 1870)
- 1937 - Antonio Purificato, militare italiano (n. 1910)
- 1938 - Renato Catena, militare italiano (n. 1918)
- 1938 - Severino Vazquez, militare spagnolo (n. 1913)
- 1940 - Paul Juon, compositore russo (n. 1872)
- 1940 - Hermann Obrecht, politico svizzero (n. 1882)
- 1940 - Lev Trockij, politico, rivoluzionario e politologo sovietico (n. 1879)
- 1941 - Alexandru Popişteanu, militare e aviatore rumeno (n. 1904)
- 1942 - Harry King Goode, aviatore britannico (n. 1891)
- 1942 - Andrew Murray, I visconte Dunedin, politico e giudice scozzese (n. 1849)
- 1942 - Enrico Reggiani, militare italiano (n. 1909)
- 1943 - Abraham Merritt, giornalista e scrittore statunitense (n. 1884)
- 1943 - Henrik Pontoppidan, scrittore danese (n. 1857)
- 1944 - Émilien Devic, calciatore francese (n. 1888)
- 1944 - Ernst Künz, calciatore austriaco (n. 1912)
- 1944 - Maria Assunta Lorenzoni, partigiana italiana (n. 1918)
- 1944 - Robert Uhrig, antifascista tedesco (n. 1903)
- 1945 - Vladimir Aleksandrovič Braun, regista cinematografico sovietico (n. 1896)
- 1945 - Maurice Eliot, pittore, incisore e illustratore francese (n. 1862)
- 1946 - Ugo Bono, avvocato, dirigente d'azienda e politico italiano (n. 1878)
- 1946 - Domenico De Lisi, scultore italiano (n. 1870)
- 1947 - Ettore Bugatti, progettista e imprenditore italiano (n. 1881)
- 1947 - Henry Dafel, velocista sudafricano (n. 1889)
- 1947 - Giuseppe Giovanni Mantica, politico italiano (n. 1876)
- 1949 - Carlo Conti Rossini, orientalista italiano (n. 1872)
- 1949 - Joseph W. Girard, attore statunitense (n. 1871)
- 1949 - John Francis Gathorne-Hardy, generale inglese (n. 1874)
- 1949 - Gerhard von Keussler, compositore e direttore d'orchestra tedesco (n. 1874)
- 1950 - Edward Capps, filologo classico statunitense (n. 1866)
- 1950 - Natalija Konstantinović, principessa montenegrina (n. 1882)
- 1951 - Raoul Dautry, politico francese (n. 1880)
- 1951 - Constant Lambert, compositore e direttore d'orchestra inglese (n. 1905)
- 1952 - Élisabeth, contessa Greffulhe, nobile francese (n. 1860)
- 1952 - Giulio Tagliavini, ciclista su strada e pistard italiano (n. 1883)
- 1953 - Giovanni Battista Oxilia, generale italiano (n. 1887)
- 1954 - Amedeo Bignami, pilota automobilistico e imprenditore italiano (n. 1904)
- 1954 - Ottavio Bollea, generale italiano (n. 1885)
- 1954 - Manlio Capitolo, giurista e poeta italiano (n. 1902)
- 1954 - Antonio Minto, archeologo e etruscologo italiano (n. 1880)
- 1956 - Juan José de Amézaga, politico uruguaiano (n. 1861)
- 1956 - Marcel Cadolle, ciclista su strada francese (n. 1885)
- 1956 - Juan Hospital, calciatore argentino (n. 1895)
- 1956 - Carlo Tosi, ufficiale, aviatore e avvocato italiano (n. 1894)
- 1957 - Mario Chiattone, architetto e pittore svizzero (n. 1891)
- 1957 - Harald Sverdrup, oceanografo e meteorologo norvegese (n. 1888)
- 1958 - Stevan Hristić, compositore serbo (n. 1885)
- 1958 - Kurt Neumann, regista tedesco (n. 1908)
- 1958 - Ans Timmermans, nuotatrice olandese (n. 1919)
- 1960 - Piero Colombi, giornalista e editore italiano (n. 1899)
- 1961 - Priamo Bigiandi, politico e partigiano italiano (n. 1900)
- 1961 - Luigi Liberato Buonvino, pittore italiano (n. 1893)
- 1961 - Dorothy Burgess, attrice statunitense (n. 1907)
- 1961 - Attilio Colombo, calciatore italiano (n. 1887)
- 1961 - Domenico Donna, avvocato e calciatore italiano (n. 1883)
- 1961 - Marco Levi Bianchini, psichiatra e psicoanalista italiano (n. 1875)
- 1961 - Michelangelo Petruzziello, latinista italiano (n. 1902)
- 1961 - Augusto Rostagni, filologo classico italiano (n. 1892)
- 1961 - Pierre d'Hugues, schermidore francese (n. 1873)
- 1962 - Richard Garrick, attore e regista irlandese (n. 1878)
- 1962 - Hermann Höfle, militare tedesco (n. 1911)
- 1964 - Ladislao Findysz, presbitero polacco (n. 1907)
- 1964 - Palmiro Togliatti, politico, giornalista e economista italiano (n. 1893)
- 1965 - Odile Defraye, ciclista su strada e pistard belga (n. 1888)
- 1966 - Martin Dooling, calciatore statunitense (n. 1886)
- 1967 - Enrico Marchesano, dirigente d'azienda italiano (n. 1894)
- 1968 - Necmi Onarıcı, calciatore turco (n. 1925)
- 1970 - Giovanni Tonetti, partigiano e politico italiano (n. 1888)
- 1971 - Giovanni Acquaviva, pittore italiano (n. 1900)
- 1971 - Gianni Bosio, storico, editore e curatore editoriale italiano (n. 1923)
- 1971 - George Jackson, attivista statunitense (n. 1941)
- 1971 - Gianfilippo Usellini, pittore italiano (n. 1903)
- 1972 - Heinz Ziegler, generale tedesco (n. 1894)
- 1973 - Patricia Avery, attrice statunitense (n. 1902)
- 1973 - Nell Franzen, attrice statunitense (n. 1889)
- 1974 - Fernando Bello, calciatore argentino (n. 1910)
- 1974 - Kirpal Singh, mistico indiano (n. 1894)
- 1975 - Manuel Seoane, calciatore e allenatore di calcio argentino (n. 1902)
- 1975 - Bernhard Vechtel, aviatore tedesco (n. 1920)
- 1976 - Jose Cojuangco, politico e imprenditore filippino (n. 1896)
- 1976 - James Olds, psicologo statunitense (n. 1922)
- 1977 - Pierre Cot, politico francese (n. 1895)
- 1977 - Danny Lockin, attore, cantante e ballerino statunitense (n. 1943)
- 1978 - Nicolaas Johannes Diederichs, politico sudafricano (n. 1903)
- 1978 - Charles Eames, designer, architetto e regista statunitense (n. 1907)
- 1978 - Norbert Conrad Kaser, poeta e scrittore italiano (n. 1947)
- 1979 - Hugo Gamper, politico e avvocato italiano (n. 1934)
- 1979 - Stuart Heisler, regista e montatore statunitense (n. 1896)
- 1979 - Giuseppe Meazza, calciatore, allenatore di calcio e dirigente sportivo italiano (n. 1910)
- 1979 - Jack Milburn, allenatore di calcio e calciatore inglese (n. 1908)
- 1980 - Jennifer Nicks, pattinatrice artistica su ghiaccio britannica (n. 1932)
- 1980 - Gilbert Warrenton, direttore della fotografia statunitense (n. 1894)
- 1981 - Eddie Byrne, attore irlandese (n. 1911)
- 1981 - Mario Galli, micologo italiano (n. 1931)
- 1981 - Karel Průcha, calciatore cecoslovacco (n. 1914)
- 1981 - Oscar Stamet, calciatore lussemburghese (n. 1913)
- 1982 - Calvin E. Simmons, direttore d'orchestra statunitense (n. 1950)
- 1982 - Sobhuza II dello Swaziland, sovrano swazilandese (n. 1899)
- 1983 - Benigno Aquino Jr., politico, attivista e giornalista filippino (n. 1932)
- 1983 - Filippo Maria Pontani, grecista, bizantinista e traduttore italiano (n. 1913)
- 1984 - Young Firpo, pugile statunitense (n. 1907)
- 1984 - Paul D. Harkins, generale statunitense (n. 1904)
- 1984 - Wolfgang Schleif, regista e sceneggiatore tedesco (n. 1912)
- 1984 - Phil Seuling, imprenditore statunitense (n. 1934)
- 1985 - Sverre Berglie, calciatore norvegese (n. 1910)
- 1986 - William C. Chase, generale statunitense (n. 1895)
- 1986 - Bata, calciatore spagnolo (n. 1908)
- 1987 - Steve Davis, contrabbassista statunitense (n. 1929)
- 1987 - Angelo Francesco Lavagnino, compositore italiano (n. 1909)
- 1987 - Bombolo, comico, attore e cabarettista italiano (n. 1931)
- 1988 - Ray Eames, artista, designer e regista statunitense (n. 1912)
- 1988 - Lilia d'Albore, violinista italiana (n. 1911)
- 1989 - William Danielsen, allenatore di calcio, dirigente sportivo e calciatore norvegese (n. 1915)
- 1989 - Enotrio Pugliese, pittore italiano (n. 1920)
- 1989 - Raul Seixas, cantante, compositore e musicista brasiliano (n. 1945)
- 1990 - Antonio Argilés, calciatore spagnolo (n. 1931)
- 1990 - Larry Buhler, giocatore di football americano statunitense (n. 1917)
- 1990 - Georges Fontaine, cestista francese (n. 1913)
- 1990 - Michele Marchio, politico e avvocato italiano (n. 1929)
- 1991 - Michail Samuilovič Agurskij, ingegnere sovietico (n. 1933)
- 1991 - Massimo Cimino, astronomo, astrofisico e museologo italiano (n. 1908)
- 1991 - Wolfgang Hildesheimer, scrittore e pittore tedesco (n. 1916)
- 1991 - Remo Versaldi, calciatore italiano (n. 1910)
- 1991 - Richard Wilson, regista cinematografico, attore e sceneggiatore statunitense (n. 1915)
- 1992 - Isidro Lángara, calciatore e allenatore di calcio spagnolo (n. 1912)
- 1992 - Nino Pasti, generale e politico italiano (n. 1909)
- 1992 - Dai Vernon, illusionista canadese (n. 1894)
- 1993 - Kasdi Merbah, politico algerino (n. 1938)
- 1993 - Tatiana Troyanos, mezzosoprano statunitense (n. 1938)
- 1994 - Anita Lizana, tennista cilena (n. 1915)
- 1995 - Giovanni Busani, calciatore e allenatore di calcio italiano (n. 1918)
- 1995 - Subrahmanyan Chandrasekhar, fisico, astrofisico e matematico indiano (n. 1910)
- 1995 - Anatole Fistoulari, direttore d'orchestra russo (n. 1907)
- 1995 - Sven Höglund, ciclista su strada svedese (n. 1910)
- 1995 - Nanni Loy, regista, sceneggiatore e autore televisivo italiano (n. 1925)
- 1995 - Tat'jana Snežina, cantante, cantautrice e poetessa russa (n. 1972)
- 1995 - Chuck Stevenson, pilota automobilistico statunitense (n. 1919)
- 1996 - Caterina Picasso, brigatista italiana (n. 1907)
- 1997 - Jurij Vladimirovič Nikulin, attore e circense russo (n. 1921)
- 1997 - Misael Pastrana Borrero, politico colombiano (n. 1923)
- 1998 - Hans van Abeelen, genetista olandese (n. 1936)
- 1998 - Luis Dávila, attore argentino (n. 1927)
- 1998 - Assunta Radico, attrice italiana (n. 1913)
- 1998 - Alberto Sciotti, poeta, paroliere e drammaturgo italiano (n. 1925)
- 1999 - Leo Clement Andrew Arkfeld, arcivescovo cattolico statunitense (n. 1912)
- 1999 - Leo Castelli, collezionista d'arte e mercante d'arte italiano (n. 1907)
- 1999 - Jerzy Harasymowicz, poeta polacco (n. 1933)
- 1999 - Fayṣal bin Fahd Āl Saʿūd, principe, politico e dirigente sportivo saudita (n. 1945)
- 2000 - Giuseppe Medici, economista e politico italiano (n. 1907)
- 2000 - Ercole Rigamonti, ciclista su strada italiano (n. 1913)

## XXI secolo(113)
- 2001 - Dick Faszholz, cestista statunitense (n. 1925)
- 2001 - Juan Antonio Villacañas, poeta, saggista e critico letterario spagnolo (n. 1922)
- 2002 - Alex Clariño, cestista filippino (n. 1956)
- 2002 - Adelina Domingues, supercentenaria capoverdiana (n. 1888)
- 2002 - Elio Fiore, poeta italiano (n. 1935)
- 2002 - Mario Pitocco, pittore italiano (n. 1931)
- 2002 - Bror Rexed, neuroscienziato svedese (n. 1914)
- 2002 - Mohamed Tarabulsi, sollevatore libanese (n. 1950)
- 2003 - Vasilij Borisov, tiratore a segno sovietico (n. 1922)
- 2003 - Stefano Francescon, calciatore italiano (n. 1934)
- 2003 - Alberto González, calciatore paraguaiano (n. 1921)
- 2003 - Renato Grilli, politico italiano (n. 1945)
- 2003 - Carlo Laurenzi, scrittore e giornalista italiano (n. 1920)
- 2004 - Moshe Shamir, scrittore, giornalista e politico israeliano (n. 1921)
- 2005 - Li Wei, attore cinese (n. 1919)
- 2005 - Antonio de Ligne, principe belga (n. 1925)
- 2005 - Robert Moog, ingegnere, inventore e imprenditore statunitense (n. 1934)
- 2005 - Dahlia Ravikovitch, poetessa e attivista israeliana (n. 1936)
- 2006 - Klaus Höhne, attore e doppiatore tedesco (n. 1927)
- 2006 - Martin Löb, matematico e logico tedesco (n. 1921)
- 2006 - Mario Sebastián, pallanuotista argentino (n. 1926)
- 2007 - Rodolfo Amprino, medico italiano (n. 1912)
- 2007 - Rose Bampton, soprano e insegnante statunitense (n. 1907)
- 2007 - Antonio De Gaetano, marciatore italiano (n. 1934)
- 2007 - Siobhan Dowd, scrittrice e attivista inglese (n. 1960)
- 2007 - Rafael González, schermidore argentino (n. 1920)
- 2007 - Haley Paige, attrice pornografica messicana (n. 1981)
- 2008 - Corcel Blair, calciatore giamaicano (n. 1950)
- 2008 - Fred Crane, attore e conduttore radiofonico statunitense (n. 1918)
- 2008 - Giuseppe Costantino Dragan, imprenditore e economista rumeno (n. 1917)
- 2008 - Jerry Finn, produttore discografico statunitense (n. 1969)
- 2008 - Luigi Santa Maria, orientalista e linguista italiano (n. 1919)
- 2008 - Ágústa Þorsteinsdóttir, nuotatrice islandese (n. 1942)
- 2009 - Per Lindström, logico svedese (n. 1936)
- 2010 - Alberto Ablondi, vescovo cattolico italiano (n. 1924)
- 2010 - Giuseppe Amarante, politico e sindacalista italiano (n. 1928)
- 2010 - Gheorghe Apostol, politico rumeno (n. 1913)
- 2010 - Aut Erickson, hockeista su ghiaccio e allenatore di hockey su ghiaccio canadese (n. 1938)
- 2010 - Rodolfo Fogwill, sociologo e scrittore argentino (n. 1941)
- 2010 - Chloé Graftiaux, arrampicatrice e alpinista belga (n. 1987)
- 2010 - Peter Gwynn-Jones, genealogista britannico (n. 1940)
- 2010 - Christoph Schlingensief, drammaturgo e regista teatrale tedesco (n. 1960)
- 2010 - Gino Vasirani, calciatore italiano (n. 1921)
- 2011 - Mario Guidotti, giornalista e saggista italiano (n. 1923)
- 2011 - Budd Hopkins, pittore e scultore statunitense (n. 1931)
- 2011 - Guido Lemmi, speleologo italiano (n. 1933)
- 2011 - Ezra Sued, calciatore argentino (n. 1923)
- 2012 - Alois Jaroš, calciatore austriaco (n. 1930)
- 2012 - Georg Leber, sindacalista e politico tedesco (n. 1920)
- 2012 - Guy Spitaels, politico belga (n. 1931)
- 2012 - William Thurston, matematico statunitense (n. 1946)
- 2012 - Sergio Toppi, fumettista e illustratore italiano (n. 1932)
- 2013 - Wellington Burtnett, hockeista su ghiaccio statunitense (n. 1930)
- 2013 - Alberto Callejo, calciatore spagnolo (n. 1932)
- 2013 - Gordon Fullerton, astronauta, ingegnere e militare statunitense (n. 1936)
- 2013 - Olav Hagen, fondista norvegese (n. 1921)
- 2013 - Fred Martin, calciatore scozzese (n. 1929)
- 2013 - Mario Volpe, artista colombiano (n. 1936)
- 2014 - Robert Hansen, serial killer statunitense (n. 1939)
- 2014 - Donato Lamorte, politico italiano (n. 1931)
- 2014 - Steven Nagel, astronauta statunitense (n. 1946)
- 2014 - Allan Pietarinen, cestista finlandese (n. 1929)
- 2014 - Albert Reynolds, politico irlandese (n. 1932)
- 2014 - Michael Stanco, wrestler statunitense (n. 1968)
- 2015 - Walter Horstmann, arbitro di calcio tedesco (n. 1935)
- 2016 - Hanz Kovacq, disegnatore francese (n. 1936)
- 2016 - Mario Novelli, attore italiano (n. 1940)
- 2017 - Giovanni Aiello, poliziotto e agente segreto italiano (n. 1946)
- 2017 - Réjean Ducharme, scrittore e sceneggiatore canadese (n. 1941)
- 2017 - Roberto Gottardi, architetto italiano (n. 1927)
- 2017 - Fred Koetter, architetto e urbanista statunitense (n. 1938)
- 2017 - Thomas Meehan, librettista e sceneggiatore statunitense (n. 1929)
- 2017 - Bajram Rexhepi, politico kosovaro (n. 1954)
- 2017 - Guido Rossi, giurista, avvocato e politico italiano (n. 1931)
- 2017 - Seija Simola, cantante finlandese (n. 1944)
- 2018 - Ezio Bardelli, calciatore italiano (n. 1930)
- 2018 - Enrico De Angelis, cantante e imprenditore italiano (n. 1920)
- 2018 - Vincino, vignettista e giornalista italiano (n. 1946)
- 2018 - William H. Hallahan, scrittore statunitense (n. 1925)
- 2018 - Barbara Harris, attrice statunitense (n. 1935)
- 2018 - Villano III, wrestler messicano (n. 1952)
- 2018 - Renzo Sclavi, politico italiano (n. 1923)
- 2018 - Stefán Karl Stefánsson, attore e cantante islandese (n. 1975)
- 2019 - Dina bint 'Abd al-Hamid, regina egiziana (n. 1929)
- 2019 - Norma Croker, velocista e lunghista australiana (n. 1934)
- 2020 - Aldo Aureggi, schermidore italiano (n. 1931)
- 2020 - Mohamed Ben Rehaiem, calciatore tunisino (n. 1951)
- 2020 - Emo Chiellini, chimico italiano (n. 1937)
- 2020 - Ken Robinson, educatore e scrittore britannico (n. 1950)
- 2020 - Renato Scognamiglio, giurista italiano (n. 1922)
- 2020 - Tomasz Tomiak, canottiere polacco (n. 1967)
- 2020 - Larry Wos, matematico statunitense (n. 1930)
- 2021 - Rudolf Edlinger, politico e dirigente sportivo austriaco (n. 1940)
- 2021 - Marie Kinsky von Wchinitz und Tettau, principessa tedesca (n. 1940)
- 2021 - Masanari Nihei, attore giapponese (n. 1940)
- 2021 - Nicoletta Orsomando, annunciatrice televisiva italiana (n. 1929)
- 2021 - Bill Ross, pallanuotista statunitense (n. 1928)
- 2021 - Luca Silvestrin, cestista italiano (n. 1961)
- 2022 - David Armstrong, calciatore inglese (n. 1954)
- 2022 - Lorenza Carlassare, giurista e costituzionalista italiana (n. 1931)
- 2022 - Alexei Panshin, scrittore e critico letterario statunitense (n. 1940)
- 2022 - Tom Weiskopf, golfista statunitense (n. 1942)
- 2023 - Sergej Babkov, cestista e allenatore di pallacanestro russo (n. 1967)
- 2023 - Edward L. G. Bowell, astronomo statunitense (n. 1943)
- 2023 - Andy Rankin, calciatore inglese (n. 1944)
- 2023 - Bruno Segre, storico e filosofo italiano (n. 1930)
- 2024 - John Amos, attore statunitense (n. 1939)
- 2024 - Paquito García, calciatore e allenatore di calcio spagnolo (n. 1938)
- 2024 - Tim Hinkley, tastierista, pianista e musicista britannico (n. 1946)
- 2024 - Bill Pascrell, politico statunitense (n. 1937)
- 2024 - Gérard Pontais, cestista francese (n. 1928)
- 2024 - Hans Weiner, calciatore tedesco (n. 1950)
- 2024 - Primo Zamparini, pugile italiano (n. 1939)